# MemoQ
O memoQ é um software proprietário de tradução auxiliada por computador para ser utilizado no sistema operacional Windows. Ele é desenvolvido pela empresa de software húngara memoQ Fordítástechnológiai Zrt. (memoQ Tecnologias de Tradução), fornecedora de programas de gerenciamento de tradução fundada em 2004 e considerada uma das empresas de maior crescimento no ramo da tecnologia de tradução em 2012 e 2013. O memoQ fornece memória de tradução, terminologia, integração com tradução automática e gerenciamento de informações de referência para ambientes desktop, cliente/servidor e web.

## História
O memoQ, uma ferramenta para ambiente de tradução lançada pela primeira vez em 2006, foi o primeiro produto criado pela memoQ Tecnologias de Tradução, uma empresa fundada na Hungria pelos tecnólogos em linguagem Balázs Kis, István Lengyel e Gábor Ugray. Nos anos seguintes ao lançamento do software, ele cresceu em popularidade e está atualmente entre as ferramentas de ambiente de tradução mais usadas (ele foi classificado como a terceira ferramenta CAT (Computer-aided translation/Categoria:Tradução auxiliada por computador) mais utilizada, em um estudo do ProZ.com em 2013, e como a segunda mais usada, numa pesquisa com 458 tradutores ativos em junho de 2010), atrás do SDL Trados, Wordfast, Déjà Vu, OmegaT e outros. Atualmente, está disponível em versões desktop para tradutores (Translator Pro edition) e para gerentes de projeto (Project Manager edition), bem como em aplicações instaladas e acessadas via servidores, oferecendo integração com versões para desktop e interface para navegador de internet. Existem atualmente diversos fóruns online ativos, nos quais usuários fornecem uns aos outros dicas e ajuda independentes sobre as funções do programa, assim como muitos tutoriais online criados por instrutores profissionais e usuários ativos. Antes de seu lançamento comercial, uma versão do memoQ (2.0) foi distribuída como postcardware.

## Configuração
Em 2018, todas as edições com suporte do memoQ continham esses módulos principais:

#### Estatísticas de arquivos
Contagem de palavras e comparações com memórias de tradução armazenadas, similaridades com conteúdo interno e frequência dos identificadores de formato. O memoQ foi o primeiro ambiente de tradução a habilitar a pesagem dos identificadores de formato nas suas contagens estatísticas, para permitir que o esforço envolvido em sua correta inserção nos documentos traduzidos fosse considerado no planejamento. Outra inovação introduzida nas estatísticas foi a análise da homogeneidade dos arquivos, para identificar similaridades internas em um arquivo ou grupo de arquivos, que poderiam afetar os esforços no trabalho. Anteriormente, tais similaridades tinham sido identificadas somente na forma de repetições exatas de texto ou em comparações com unidades de tradução armazenadas (memórias de tradução) de trabalhos anteriores.

#### Tradução de arquivos e tabela de edição
Organização em formato de tabela dos idiomas de origem e destino para tradução de texto, auxiliada por outros painéis de informações, tais como pré-visualização, destaque das diferenças com informações similares nas fontes de referência e busca de equivalências com várias fontes de informação, tais como memórias de tradução, arquivos de referência armazenados, bancos de dados de terminologia, sugestões de tradução automática e fontes externas.

#### Gerenciamento de memórias de tradução
Criação e gerenciamento básico de bancos de dados para informações de tradução multilíngues (no caso do memoQ, bilíngues) em unidades conhecidas como "segmentos". Esta informação é geralmente trocada entre sistemas de gerenciamento e auxílio à tradução, usando o formato de arquivo TMX. O memoQ também é capaz de importar dados de memórias de tradução em formato de texto delimitado.

#### Gerenciamento de terminologia
Armazenamento e gerenciamento de terminologia e metadados sobre a terminologia, para auxiliar na tradução ou na garantia da qualidade. O memoQ pode importar dados de terminologia nos formatos TMX e texto delimitado e exportá-los nos formatos de texto delimitado e XML. O memoQ possui também um recurso integrado para extração de terminologia estatística de uma combinação escolhida de documentos a traduzir, memórias de tradução armazenadas e corpora de referência. A implementação de palavras vazias no módulo de extração de terminologia inclui indicadores especiais de posição, para permitir que termos bloqueados sejam incluídos no início, no meio ou no final de frases com muitas palavras, o que distingue esta abordagem de extração de terminologia da maioria das outras disponíveis neste tipo de aplicativo.

#### Gerenciamento de corpus de referência
Também conhecido pela marca registrada "LiveDocs", é uma coleção diversificada de tipos de informação, incluindo traduções alinhadas, arquivos de texto paralelo de várias origens, informação de referência monolíngue em muitos formatos e vários tipos de arquivos de mídia, bem como quaisquer outros tipos de arquivos que os usuários escolham guardar para referência. Tipos de arquivos não reconhecidos pelo memoQ são abertos utilizando programas externos próprios para eles. Uma característica que distingue o alinhamento de texto bilíngue do memoQ é o alinhamento automático, o qual não precisa ser finalizado e transferido para bancos de memória de tradução antes que possa ser usado como base para comparação com os novos textos a traduzir; e alinhamentos podem ser melhorados conforme a necessidade no decorrer do trabalho de tradução. Na prática, isso geralmente resulta em muito menos esforço para manter materiais de referência legados.

#### Garantia de qualidade
Se destina a verificar a aderência a critérios de qualidade especificados pelo usuário. Perfis podem ser criados para focar em fluxos de trabalho específicos, tais como a verificação dos identificadores de formato ou a aderência à terminologia especificada.
Há também outros recursos de suporte integrados ao ambiente, tais como corretores ortográficos, listas de termos não traduzíveis, regras de autocorreção e regras de "autotradução", os quais permitem busca e inclusão de expressões baseadas em expressões regulares.

## Formatos de documentos de entrada aceitos
O memoQ 2015 suporta dezenas de diferentes tipos de arquivos, incluindo: vários formatos com marcadores e identificadores, tais como XML, HTML, XLIFF, SDLXLIFF (formato nativo do SDL Trados Studio para tradução); arquivos OpenDocument; arquivos de texto puro; Microsoft Word, Excel e PowerPoint; e alguns formatos da Adobe, tais como PSD, PDF e InDesign.  Para saber mais sobre formatos e idiomas aceitos no memoQ, veja este link: Idiomas e formatos de arquivos.

## Gerenciamento de memórias de tradução e glossários
O formato da memória de tradução (MT) do memoQ é proprietário, sendo armazenado como um grupo de arquivos numa pasta que leva o nome da memória de tradução. Dados externos podem ser importados em formatos de texto delimitado e no formato TMX (Translation Memory eXchange), ao passo que dados da memória de tradução podem ser exportados como TMX. O memoQ também pode trabalhar com memórias de tradução centralizadas no Servidor memoQ ou, usando um plug-in, com outras fontes externas de memória de tradução. As memórias de tradução do memoQ são bilíngues.
Em trabalhos de tradução, segmentos são comparados com unidades armazenadas na memória de tradução, para que correspondências exatas ou parciais possam ser exibidas e inseridas no texto traduzido.
Os glossários são gerenciados pelo módulo de terminologia integrado. Os glossários podem ser importados nos formatos TMX ou texto delimitado e exportados como texto delimitado ou MultiTerm XML. Os glossários podem incluir dois ou mais idiomas ou suas variantes. A equivalência de um termo com uma entrada do glossário pode se basear em muitos parâmetros diferentes, levando em conta letras maiúsculas, correspondência exata ou parcial, entre outros fatores. Termos a serem evitados podem ser marcados como "proibidos" nas propriedades de uma entrada de glossário em particular.

## Integração entre tradução automática e pós-edição
O memoQ integrou a tradução automática à pós-edição em seu fluxo de trabalho. Com a escolha das condições apropriadas e um plug-in para tradução automática, unidades de tradução geradas por computador (TUs) serão inseridas se nenhuma equivalência for encontrada na memória de tradução ativa. O tradutor pode, então, pós-editar a tradução automática na tentativa de lhe dar sentido. O memoQ atualmente inclui plug-ins que aceitam os seguintes sistemas de tradução automática: Omniscien Technologies (antiga Asia Online), Globalese, iTranslate4.eu, KantanMT, Let's MT!, Systran MT, Google Tradutor, Microsoft Translator e um mecanismo de pseudotradução. Outros sistemas de tradução automática podem ser integrados pela interface de programação de aplicações (API).

## Interoperabilidade com outras ferramentas CAT
Os designers do memoQ seguiram uma política bastante consistente de interoperabilidade ou compatibilidade funcional com ferramentas de software similares ou processos envolvendo tradução por outros meios, através, tanto da implementação de padrões como XLIFF e TMX, aceitando formatos proprietários de outras ferramentas de suporte à tradução, quanto fornecendo formatos de intercâmbio facilmente aceitos em outros ambientes.

### Implementação de padrões
Como muitas outras ferramentas de tradução, o memoQ implementa alguns padrões, tanto oficiais quanto de fato, para compartilhar arquivos de tradução e informações de referência. Entre eles, estão: XLIFF, XLIFF:doc e TMX para arquivos de tradução; TMX e texto delimitado (não um padrão, mas um formato comum) para importação de dados de memórias de tradução, TMX para exportação; e TBX, TMX, XML e texto delimitado para importação de terminologia, XML e texto delimitado para exportação.

### Suporte a formatos proprietários
Formatos proprietários de outros ambientes que são aceitos de diversas formas incluem pacotes de projeto Star Transit (PXF, PPF), SDL Trados Studio (SDLPPX, SDLXLIFF), antigos formatos do Trados (TTX, DOC/RTF bilíngue) e Wordfast Pro (TXML). No caso de formatos de pacotes de projetos, o intercâmbio de arquivos de tradução e de memórias de tradução geralmente funciona bem, mas outras informações de pacotes, como dados de terminologia e configurações, podem não ser transferíveis. Com formatos de arquivos de tradução, há também algumas limitações associadas a elementos em particular, tais como estruturas de rodapé em arquivos DOC/RTF bilíngues do Wordfast ou Trados Workbench. A exportação de terminologia também aceita uma configuração da definição XML proprietária usada no SDL MultiTerm.

### Formatos de intercâmbio
O memoQ aceita uma boa quantidade de formatos de intercâmbio bilíngue para revisão e tradução:
- XLIFF, para trabalhar em outros ambientes, com extensões proprietárias (opcionais) para fornecer informações adicionais a usuários do mesmo software.

- um formato "DOC bilíngue" simplificado, amplamente compatível com as formatações do antigo Trados Workbench e do Wordfast Classic. Entretanto, esses arquivos são sensíveis a corrupção, se não forem observados estritos limites em sua utilização.

- um formato de tabela RTF bilíngue robusto, que é usado em muitos casos para revisão, tradução ou para fornecer feedback pela filtragem de comentários feitos por tradutores ou revisores. Este formato simplifica a participação daqueles que não trabalham com ferramentas de tradução auxiliada por computador, já que a tradução ou a revisão de um texto ou de comentários pode ser executada em qualquer editor de textos capaz de ler um arquivo RTF. Essa abordagem foi introduzida originalmente pelo Déjà Vu, da Atril, e tem sido adotada de diversas formas por muitos outros ambientes ao longo dos anos.